# John Peter Barnes
John Peter Barnes (* 15. März 1881 im Beaver County, Pennsylvania; † 10. April 1959 in Elgin, Illinois) war ein US-amerikanischer Jurist. Nach seiner Berufung durch Präsident Herbert Hoover fungierte er von 1931 bis 1957 als Bundesrichter am Bundesbezirksgericht für den nördlichen Distrikt von Illinois.

## Werdegang
John Barnes besuchte nach seinem Schulabschluss das Geneva College in Beaver Falls, an dem er 1904 den Bachelor of Science erwarb. Es folgte im Jahr 1907 der Bachelor of Laws an der Law School der University of Michigan. Anschließend praktizierte er bis 1913 als Rechtsanwalt in Chicago. Dieser Tätigkeit ging er erneut von 1914 bis 1931 nach; zwischenzeitlich hatte er als erster stellvertretender Staatsanwalt im Cook County amtiert. Er gehörte der Republikanischen Partei an, bekleidete aber nie ein politisches Amt.
Am 26. Februar 1931 wurde Barnes durch Präsident Hoover zum Richter am United States District Court for the Northern District of Illinois ernannt; damit übernahm er einen zuvor neu eingerichteten Sitz. Nach der Bestätigung durch den US-Senat, die am 2. März desselben Jahres erfolgte, konnte er zwei Tage darauf sein Amt antreten. Von 1948 bis 1957 war er als Chief Judge Vorsitzender dieses Bundesgerichts. Am 15. September 1957 wechselte er in den Senior Status und ging damit faktisch in den Ruhestand. Sein Sitz fiel an Julius Howard Miner; den Vorsitz des Gerichts übernahm Philip Leo Sullivan. John Barnes trat als Richter offiziell am 31. Dezember 1958 zurück; er verstarb am 10. April 1959 in Elgin und wurde in La Grange beigesetzt. In seinen letzten Lebensjahren hatte er sich auch einen Namen als Züchter von Basset Hounds gemacht.